# Newhall (Cheshire)
 (juillet 2018).
Si vous disposez d'ouvrages ou d'articles de référence ou si vous connaissez des sites web de qualité traitant du thème abordé ici, merci de compléter l'article en donnant les références utiles à sa vérifiabilité et en les liant à la section « Notes et références ».
Pour les articles homonymes, voir Newhall.
Newhall est un village et une civil parish (paroisse civile) située dans l'autorité unitaire de Cheshire East, dans le comté traditionnel de Cheshire, en Angleterre. Newhall se trouve à plus de 5 km à l'ouest d'Audlem et à un peu plus de 8 km au sud-ouest de Nantwich. Au recensement de 2001, le village comptait 669 habitants.